# Pedra de la bruixa serp
La Pedra de la bruixa serp (en suec:Ormhäxan), Encisadora serp (Ormtjuserskan) o Pedra de Smiss (Smisstenen) és una imatge gravada en pedra trobada a Smiss, parròquia de När, Gotland, Suècia. Descoberta en un cementiri, mesura uns 82 cm d'alçada i mostra una figura sostenint una serp en cada mà. Sobre la figura hi ha tres criatures entrellaçades formant una trisquela, identificades com un senglar, una àguila i un llop.
Encara que molts investigadors la denominen «bruixa serp», el seu origen i relació amb la cultura celta o la mitologia nòrdica roman en el debat. La pedra ha estat datada entre els anys 400-600.

## Paral·lelismes, interpretacions i especulacions
La imatge va ser descrita per primera vegada per Sune Lindquist el 1955. Va intentar sense èxit trobar connexions en antigues fonts islandeses, i va comparar la pedra amb la Deessa de les serps de Creta. Lindquist va trobar relació amb el cèltic calderó de Gundestrup, on també es mostra una figura que sosté una serp.
Arrhenius i Holmquist (1960) també van trobar una relació amb l'art cèltic tardà. Més endavant Arrhenius (1994) va considerar seriosament que la figura no era una bruixa sinó un mag i datava la pedra e} l'era de Vendel. Hauk (1983), suggereix que la figura és el déu Odin en forma de dona, mentre que Görman (1983) suggereix que la imatge pertany al déu cèltic Cernunnos.
També ha estat relacionat amb un baix relleu de pedra de l'església de Väte a Gotland que mostra a una dona que alleta a dos dragons, però aquesta imatge té una antiguitat posterior amb cinc segles de diferència.

## Simbolisme de la serp
Les serps van ser populars com a motiu en posteriors gravats de pedra mostrant clots de serp, usat com una dolorosa forma d'execució; aquesta forma de càstig està reflectida en les sagues nòrdiques. Van tenir un especial significat i simbolisme durant la cristianització, la transició del paganisme cap a la conversió. Sovint es combinaven amb cérvols, crustacis o bèsties sobrenaturals. El propòsit va poder ser protegir les pedres i aturar gent que voldria destruir-les.